# Maculia
Maculia là một chi rêu trong họ Lepidoziaceae.